# Homologie et cohomologie
Pour les articles homonymes, voir Homologie.
L'homologie est une technique générale en mathématiques qui sert à mesurer l'obstruction qu'ont certaines suites de morphismes à être exactes. Elle intervient dans de nombreux domaines comme l'algèbre, la topologie algébrique, la géométrie algébrique ou la géométrie différentielle.

## Généralités

### Complexe de chaînes
Un complexe de chaînes est la donnée d'une suite de groupes abéliens ou plus généralement d'objets d'une catégorie abélienne {\displaystyle M_{i}} et d'une famille d'homomorphismes, appelés opérateurs de bord {\displaystyle \partial _{i}:M_{i}\rightarrow M_{i-1}}, telle que :
{\displaystyle \partial _{i}\partial _{i+1}=0}. Les éléments de {\displaystyle M_{i}} s'appellent des chaînes de degré {\displaystyle i}. Les éléments du noyau {\displaystyle \ker \partial _{i}} s'appellent des cycles. Les éléments de l'image {\displaystyle Im\ \partial _{i+1}} s'appellent des bords. Tout bord est un cycle.
Les groupes d'homologie du complexe {\displaystyle M_{*}} sont alors, par définition :
{\displaystyle H_{i}(M_{*},\partial _{*})=\ker \partial _{i}/Im\ \partial _{i+1}}.

### Complexe de cochaînes
Un complexe de cochaînes est la donnée d'une suite de groupes abéliens ou plus généralement d'objets d'une catégorie abélienne {\displaystyle \ M^{i}} et d'une famille d'homomorphismes, appelés opérateurs de cobord {\displaystyle \partial ^{i}:M^{i}\rightarrow M^{i+1}}, telle que :
{\displaystyle \partial ^{i}\partial ^{i-1}=0} . Les éléments de {\displaystyle \ M^{i}} s'appellent des cochaînes de degré {\displaystyle i}. Les éléments du noyau {\displaystyle \ker \partial ^{i}} s'appellent des cocycles. Les éléments de l'image {\displaystyle Im\ \partial ^{i-1}} s'appellent des cobords. Tout cobord est un cocycle.
Les groupes de cohomologie du complexe {\displaystyle \ M^{*}} sont alors, par définition :
{\displaystyle H^{i}(M^{*},\partial ^{*})=\ker \partial ^{i}/Im\ \partial ^{i-1}}.
On remarque que si {\displaystyle \ M^{*}} est un complexe de cochaînes, on obtient un complexe de chaînes en posant {\displaystyle \ M_{i}=M^{-i}}. Cependant les deux terminologies existent car il peut être désagréable de modifier l'indexation.
Par exemple, si {\displaystyle (M_{*},\partial _{*})} est un complexe de chaînes de groupes abéliens, posons {\displaystyle M^{i}=\mathrm {Hom} (M_{i},\mathbf {Z} )} et {\displaystyle \partial ^{i}=(\partial _{i+1})^{*}} (l'application transposée). Alors {\displaystyle (M^{*},\partial ^{*})} est un complexe de cochaînes.

## Exemple
À tout espace topologique, on peut associer son complexe de chaînes singulières et donc son homologie singulière.
Du point de vue de la théorie des catégories, l'homologie peut être vue comme un foncteur de la catégorie des espaces topologiques vers la catégorie des groupes abéliens gradués.
On peut remplacer les groupes abéliens par des modules sur un anneau commutatif.

## Catalogue
Chaque théorie homologique mérite à elle seule un article. La liste suivante n'est pas exhaustive.
- Homologie singulière - Homologie associée à tout espace topologique
- Homologie cellulaire - Homologie associée à tout CW-complexe
- Homologie de Borel-Moore (en) - Homologie associée à tout espace localement compact
- Cohomologie de De Rham - Cohomologie associée à toute variété différentielle
- Cohomologie de Dolbeault - Généralisation de la précédente aux variétés complexes.
- Cohomologie galoisienne
- Cohomologie d'Alexander-Spanier
- Homologie simpliciale
- Cohomologie étale
- Homologie de Morse
- Homologie de Floer
- Cohomologie de Čech
- Homologie de Hochschild – Homologie associée à toute algèbre associative
- Cohomologie de Spencer
- Homologie cyclique – Homologie associée à toute algèbre associative
- Cohomologie cyclique – Le dual de la précédente
- Cohomologie des algèbres de Lie (en)
- Homologie des groupes
- Cohomologie des groupes profinis
- Cohomologie des faisceaux